# Vrij Veilig Campagnes
Vrij Veilig Campagnes bestonden van 1987 tot en met 2011 en waren bedoeld om via de massa en de sociale media veilig vrijen in het algemeen en condoomgebruik in het bijzonder te bevorderen.

## Inleiding
De eerste massamediale campagne met betrekking tot seksueel overdraagbare aandoeningen was de SIRE-campagne ‘Een druiper kan een drama worden’ in 1985. Dit was een oproep om je te laten testen en behandelen als je dacht een gonorroe-infectie te hebben opgelopen. Veilig vrijen werd wel genoemd, maar niet bewust gestimuleerd. Dit veranderde onder de druk van de aidsepidemie.
- een groot bereik in een korte tijd;
- geschikt om basiskennis over te dragen;
- past bij ernst en omvang aidsproblematiek;
- een algemeen gerichte campagne kan stigmatisering van specifieke groepen voorkomen.

De combinatie van de taboes seks en dood maanden de makers van de eerste campagnes tot voorzichtigheid. De bloem en het bijtje werden als metafoor gebruikt. Pas vanaf 1993 werden condooms ook daadwerkelijk getoond. Tussen 1987 en 2011 werden in totaal vijftien vrijveiligcampagnes via Postbus 51 uitgebracht. De campagnes maakten onderdeel uit van de landelijke leefstijlcampagnes.

## Uitgangspunten
De uitgangspunten voor de campagne werden door de Nationale Commissie Aids Bestrijding (NCAB, 1987-1995) opgesteld:
- geen moralistische benadering van de ziekte aids,
- geen moralistische benadering van het bevorderen van veilig vrijen,
- een positieve benadering van seksualiteit,
- tegengaan stigmatisering van groepen of individuen,
- bevorderen van gedragsverandering door argumenten,
- geen angst gevoelens oproepen in de boodschap, en
- een voor iedereen begrijpelijke boodschap.[1]

Deze uitgangspunten werden het kader voor de Vrij Veilig Campagnes en zouden dat 25 jaar lang blijven.

## 25 Jaar Vrij Veilig Campagnes
In 1986, vijf jaar na de eerste twee geconstateerde hiv-infecties, kiest de overheid massamediale campagnes via Postbus 51 om veilig vrijen door middel van condoomgebruik te stimuleren. Een commissie coördineerde de eerste campagne. Daarna werd de Stichting soa-bestrijding verantwoordelijk voor de campagnes. Een projectgroep onder van 1987-1996 voorzitterschap van het voormalig hoofd van de RVD ‘Ome’ Gijs van der Wiel fungeerde als begeleidingscommissie.
Staatssecretaris Simons van Welzijn, Volksgezondheid en Cultuur (WVC) schreef hierover op 28 januari 1992 in de Nota Aidsbeleid: De publieksvoorlichting is beeldbepalend voor het voorlichtingsbeleid en is daarmee een belangrijke steun voor de vorming van het maatschappelijk draagvlak van de aidsbestrijding. In deze zin vormt deze voorlichting ook een belangrijke ondersteuning voor alle overige preventie-activiteiten. Sinds 1987 zijn er verschillende publiekscampagnes gevoerd. De vrij veilig campagnes behoren tot de meer succesvolle, gezondheidsbevorderende, Postbus 51-campagnes. Eerder won de campagne een zilveren SpinAward voor de beste interactieve video en een bronzen Esprix voor campagne met beste resultaten op gebied van gedragsverandering.

## Einde campagnes via Postbus 51
Na de fusie in 2004 tussen de Stichting soa-bestrijding en het Aids Fonds werden de campagnes door Soa Aids Nederland voortgezet. In 2011 kondigde minister Schippers van VWS namens het kabinet aan in de Landelijke Nota Gezondheidsbeleid ‘Gezondheid Dichtbij’ de campagnes in de massamedia te zullen stoppen. Het kabinet was van mening dat de overheid als het om leefstijl gaat burgers zo min mogelijk moet voorschrijven wat ze wel en niet mogen. De mediacampagnes zouden geen geschikt middel zijn om betrouwbare, toegankelijke en toegespitste informatie te verstrekken. Wel wilde het kabinet de jeugd toerusten om, zeker op latere leeftijd, zelf verantwoordelijkheid te kunnen dragen en daarnaast de nieuwe, sociale media inzetten voor het bevorderen van een gezonde leefstijl van de jeugd.
De inzet van sociale media vormde reeds een belangrijk onderdeel van de Vrij Veilig Campagnes. De laatste VrijSoaVrij-campagne won de SanAccent-prijs 2011. Dit en andere onderdelen, maar niet het massamediale deel, worden ook na 2011 door Soa Aids Nederland op andere wijze voortgezet.

## Alle Vrij Veilig Campagnes op een rij
Er werden vijftien massamediale vrij-veilig-campagnes ontwikkeld:
| Jaar      | Campagnenaam                                         |
| --------- | ---------------------------------------------------- |
| 1987      | Condoomcampagne                                      |
| 1988      | Vrij veilig op vakantie                              |
| 1989-1990 | Smoezen                                              |
| 1993-1994 | ‘Ik vrij veilig of ik vrij niet’                     |
| 1995      | ‘Doe jij iets aan?’                                  |
| 1996-1997 | Veilig vrijen, soa en chlamydia                      |
| 1998      | Soa zijn overal verkrijgbaar, …                      |
| 1999-2000 | Altijd handig een condoom bij je te hebben … of twee |
| 2001-2002 | Het aanzoek                                          |
| 2002      | Vakantie Campagne                                    |
| 2003      | Gebruik dan nu een condoom                           |
| 2004-2005 | Wie laat zich ook naaien zonder condoom              |
| 2006-2007 | Verneuk je nieuwe relatie niet met een oude soa      |
| 2008-2009 | Frank & Sally (Frankenstein)                         |
| 2010-2011 | Vrij Soa Vrij                                        |

In de tussenliggende jaren (1991-1992 en 1994) werden campagnes uitgebracht, waarin aandacht werd gevraagd voor begrip voor mensen met hiv. In 2010-2011 was er tevens de gezamenlijke campagne van Soa Aids Nederland en Rutgers WPF met als doel voor het bevorderen van seksuele weerbaarheid van jongeren.

## Financiering
Het Ministerie van WVC (thans VWS) was oorspronkelijk de subsidieverstrekker. Met de overdracht van uitvoerende taken werd dit bij door VWS ingestelde bestuursorganen ondergebracht, in volgorde van rechtsopvolging: het Praeventiefonds, ZorgOnderzoek Nederland (ZON), 1998-2001 en ZonMw (2001-2011, een samenwerkingsverband tussen ZON en het Gebied Medische Wetenschappen van NWO). Het Ministerie bleef als opdrachtgever nauw betrokken.